# Agathosma tulbaghensis
Agathosma tulbaghensis är en vinruteväxtart som beskrevs av Dümmer. Agathosma tulbaghensis ingår i släktet Agathosma och familjen vinruteväxter. Inga underarter finns listade i Catalogue of Life.